# Robert Garioch
Robert Garioch Sutherland (Edimburgo, 9 de mayo de 1909-26 de abril de 1981) fue un poeta escocés. Muy inflluenciado por Robert Fergusson y Giuseppe Gioachino Belli, escribió casi toda su obra en lengua escocesa.
Su madre era profesora de música y su padre pintor. Asistió a la Royal High School of Edinburgh y estudió filología inglesa en la Universidad de Edimburgo. Ganó el Premio Sloan en 1930.